# میل. آر یو
شرکت وی‌کی با نام سابق گروه مِیل دات رو (انگلیسی: Mail.Ru) یک شرکت اینترنتی روسی است. این شرکت ابتدا به عنوان سرویس ایمیل فعالیت می‌کرد.
این شرکت تمام سهام شبکه اجتماعی وی‌کی را در اختیار دارد.